# Вычислительная журналистика
Вычислительная журналистика (англ. computational journalism) — это вид журналистской деятельности, при осуществлении которой происходит применение разнообразных вычислительных методов: сбор информации, организация, осмысление, коммуникации, распространение информационных новостей. При этом сохраняются главные критерии журналистских материалов: точность и проверяемость. Данный вид журналистики акцентирует внимание на технических аспектах информатики: искусственный интеллект, анализ содержимого (обработка естественного языка, машинное зрение, распознование речи), визуализацию, персонализацию и рекомендательные системы, а также различные аспекты социальных вычислений.
Основной упор делается на изучение технологий для разработки новых инструментов с целью 1) придания смысла многообразным источникам новостной информации и значимости мобильным вычислениям, сбору данных и все более дешевым сетевым датчикам, 2) создания неоднородного содержимого (mashup) и использования программ в области журналистики, 3) применения вычислительных подходов для проверки качества информации, 4) проведения интеллектуального анализа данных (data mining) для персонализации и агрегирования.

## История появления термина
Впервые термин «Вычислительная журналистика» был употреблен в 2006 (по некоторым данным, в 2007) в Технологическом институте Джорджии. Курс лекций об этой области журналистики вел известный профессор Ирфан Азиз Эсса (Irfan Aziz Essa). В 2008 Институт организовал научную конференцию по вычислительной журналистике , где были опубликованы несколько сотен исследований, проведенных журналистами Атланты. В июле 2009 года Центр перспективных исследований в области поведенческих наук (CASBS) в Стэнфордском университете учредил семинар по данной области с целью её изучения и дальнейшего распространения.
Научные конференции по вычислительной журналистике проводились также в 2013, 2014 и 2015 годах. 
В простейшем случае вычислительная журналистика предполагает применение вычислительной техники к журналистике. Это означает не просто применение компьютерных технологий в журналистике — журналистика, конечно, давно занимается с информационно-коммуникационных технологий (ИКТ) в современную эпоху — но также и активное взаимодействие с методами для крупномасштабной обработки данных с использованием программного обеспечения для того, чтобы новые способы доступа, организации и представления информации. Hamilton and Turner (2009) определяют вычислительную журналистику как: сочетание алгоритмов, данных, а также знания из области социальных наук в дополнение к функции подотчетности журналистики. В некотором смысле вычислительная журналистика опирается на два известных подхода: механизмы отчетности (CAR), а также использование инструментов социальных наук в области журналистики. Как и эти модели, вычислительная журналистика стремится, чтобы позволить журналистам исследовать все более большие объемы структурированной и разобщенной информации, поскольку им необходимо искать сюжеты.

## Факторы воздействия вычислительной журналистики
В то время как понятие вычислительной журналистики не является новым, её потенциал и значение возрастает. Таким образом, три основных фактора могут быть определены в качестве движущей силы. Во-первых, это значительно расширило объем данных, который находится в открытом доступе, в частности информации из правительственных источников: независимо от того, что данные выпущены через официальные или «подпольные» каналы, такие как Wikileaks. Такие идеи, как U.S. Open Government Initiative, (www.data.gov), Britain’s data.gov.uk site, а также предложения Правительства Австралии 2.0 указывают на растущую тенденцию в обеспечении информацией, хранящейся государственными органами в более открытом доступе. Во-вторых, сочетание Web 2.0, которые хранятся в открытом доступе, и снижения стоимости, большей простоты использования и увеличения мощности интеллектуального анализа данных программного обеспечения продвигает экспериментирование с общедоступными данными. Вдобавок, существует бурный рост бесчисленных форм онлайн-участия и вовлечения через изобилие Web 2.0 и социальных медиа-сайтов.
Это явно не три отдельных разработки. Скорее, они являются взаимосвязанными элементами сдвига в широкой медиа-экологии от нисходящих массовых коммуникаций к более представительным и интерактивным социальным средствам массовой информации, что также влияет на политику и вовлечение граждан. Вычислительная журналистика может помочь газетам, в частности, в успешной адаптации к этой меняющейся среде путем создания новых способов обеспечения качества, точности и оригинальности новостных статей в мире, где наблюдается тираж новостей с увеличенной скоростью, необходимость снижения затрат в условиях снижения прибыли, а также желание привлечь интернет-аудитории в качестве участников новостного процесса, а не просто читателей и потребителей.

## Польза вычислительной журналистики
Вычислительная журналистика может повысить заинтересованность пользователей и обеспечить большую степень взаимодействия со средствами массовой информации через новые формы общения и распространения информации, включая интернет-сообщества и социальные сети, делая их доступными для читателей и интерактивных медиа.
Вычислительная журналистика предоставляет более широкие возможности для сотрудничества и взаимодействия в созидательных процессах между профессиональными и гражданскими журналистами и их читателями. Примеры здесь включают краудсорсинг и совместную отчетности новостей на разных платформах. Краудсорсинг, в котором группы людей работают совместно через Интернет над отдельной новостью или её частью, означает, что многие люди могут потратить несколько минут на исследования низкого уровня, в то время когда у одного человека уходят на это дни. Расследование газеты The Guardian «Расходы Членов Парламента» (http://www.guardian.co.uk/politics/mps-expenses) служит примером использования техники краудсорсинга в рамках следственных научно-исследовательских проектов.
Другим ярким примером краудсорсинга и совместной отчетности является Wikileaks. Основанный в 2006 году, сайт WikiLeaks (www.wikileaks.org) является международной организацией, которая публикует анонимно предоставленные материалы документов и утечки информации, делая их известными общественности. Материалы, размещенные WikiLeaks, варьируются от документов с изложением процедур Гуантанамо, содержание учетной записи электронной почты Сары Пэйлин, списки запрещенных или незаконных веб-адресов для нескольких стран, в том числе и тех, которые будут запрещены в соответствии с предлагаемыми законами австралийского правительства по интернет-цензуре, переписка по электронной почте между климатологами, утечка которой произошла из Университета климатических исследований в Англии, видео инцидента, в ходе которого иракские гражданские лица были убиты американскими войсками, и, возможно, самое спорное, — более 75 тысяч документов о войне в Афганистане, ранее недоступный для публичного обсуждения (Associated Press 2010), и более 300 тысяч документов, касающихся войны в Ираке. Более поздние утечки привели к тому, что Совет национальной безопасности Белого дома выступил с заявлением о том, что утечки были «безответственными», и что "Соединенные Штаты решительно осуждают раскрытие секретной информации отдельными лицами и организациями, которые могли бы поставить жизнь американцев и наших партнеров под угрозу, а также угрожают нашей национальной безопасности "(USCC 2010).